# Phyllosticta
Phyllosticta es un género de hongos en la familia Botryosphaeriaceae.
Muchas de las especies de este género son patógenos de las plantas comunes e importantes. Por lo general infectan el follaje y causan manchas de color gris-bronceado en las hojas con bordes marrón oscuro a violeta. Sin embargo, Phyllosticta también puede infectar frutos y tallos. La infección con Phyllosticta  por lo general hace disminuir la producción de frutos.

## Especies
- Phyllosticta aberiae
- Phyllosticta abietis
- Phyllosticta abortiva
- Phyllosticta abramovii
- Phyllosticta abricola
- Phyllosticta abutilonis
- Phyllosticta acaciicola
- Phyllosticta acanthopanacis
- Phyllosticta acanthospermi
- Phyllosticta acanthosyridis
- Phyllosticta acericola
- Phyllosticta acerina
- Phyllosticta aceris
- Phyllosticta aceris-obtusati
- Phyllosticta acetosae
- Phyllosticta acicola
- Phyllosticta aconiti
- Phyllosticta aconitifoliicola
- Phyllosticta aconitina
- Phyllosticta acori
- Phyllosticta acoridii
- Phyllosticta acrocomiicola
- Phyllosticta actinidiae
- Phyllosticta adeloica
- Phyllosticta adenocaulontis
- Phyllosticta adenostylis
- Phyllosticta adjuncta
- Phyllosticta adoxae
- Phyllosticta adusta
- Phyllosticta advena
- Phyllosticta advenula
- Phyllosticta aecidiicola
- Phyllosticta aecidiorum
- Phyllosticta aegiphilofolia
- Phyllosticta aegiphilotolia
- Phyllosticta aesculana
- Phyllosticta aesculi
- Phyllosticta aesculina
- Phyllosticta aethilis
- Phyllosticta aetoxici
- Phyllosticta affinis
- Phyllosticta africanae
- Phyllosticta afrostyracis
- Phyllosticta agarwalii
- Phyllosticta agaves
- Phyllosticta aggregata
- Phyllosticta agnostoica
- Phyllosticta agrifolia
- Phyllosticta agrimoniae
- Phyllosticta ahmadii
- Phyllosticta ailanthi
- Phyllosticta aizoon
- Phyllosticta ajugae
- Phyllosticta ajugaecola
- Phyllosticta ajugicola
- Phyllosticta akaisiana
- Phyllosticta akebiae
- Phyllosticta alangii
- Phyllosticta alaterni
- Phyllosticta albanica
- Phyllosticta albina
- Phyllosticta albizinae
- Phyllosticta albobrunnea
- Phyllosticta albomaculans
- Phyllosticta alchemillae
- Phyllosticta alcides
- Phyllosticta aleuritis
- Phyllosticta alii-saikiae
- Phyllosticta alismatis
- Phyllosticta allantella
- Phyllosticta allantospora
- Phyllosticta allegheniensis
- Phyllosticta allescheri
- Phyllosticta allescheriana
- Phyllosticta alliacea
- Phyllosticta alliariaefoliae
- Phyllosticta allii
- Phyllosticta alliicola
- Phyllosticta allii-rotundi
- Phyllosticta allophyli
- Phyllosticta alnea
- Phyllosticta alnicola
- Phyllosticta alnigena
- Phyllosticta alni-glutinosae
- Phyllosticta alniperda
- Phyllosticta alocasiae
- Phyllosticta aloës
- Phyllosticta aloidis
- Phyllosticta alopecuri
- Phyllosticta aloysiae
- Phyllosticta alpigena
- Phyllosticta alpina
- Phyllosticta alpiniae
- Phyllosticta alpiniae-kelungensis
- Phyllosticta alpinicola
- Phyllosticta alsophilae
- Phyllosticta altaica
- Phyllosticta alternantherae
- Phyllosticta althaeicola
- Phyllosticta althaeina
- Phyllosticta alugicola
- Phyllosticta alysciae
- Phyllosticta alyssae
- Phyllosticta alyxiae
- Phyllosticta amaltasia
- Phyllosticta amaranthi
- Phyllosticta amaryllidicola
- Phyllosticta amaryllidis
- Phyllosticta amazonica
- Phyllosticta ambigua
- Phyllosticta ambiguella
- Phyllosticta ambrosiae
- Phyllosticta ambrosioidis
- Phyllosticta americana
- Phyllosticta americanicola
- Phyllosticta amicta
- Phyllosticta amorphae
- Phyllosticta amorphophallicola
- Phyllosticta ampelophila
- Phyllosticta ampelopsidis
- Phyllosticta amphigena
- Phyllosticta amphipterygii
- Phyllosticta ampla
- Phyllosticta amsoniae
- Phyllosticta anacardiacearum
- Phyllosticta anacardiicola
- Phyllosticta anagallidis
- Phyllosticta ananassae
- Phyllosticta anceps
- Phyllosticta andromedae
- Phyllosticta andropogonivora
- Phyllosticta anemones
- Phyllosticta anemonicola
- Phyllosticta angelicicola
- Phyllosticta angulata
- Phyllosticta anibae
- Phyllosticta annonae
- Phyllosticta annonae-squamosae
- Phyllosticta annonarum
- Phyllosticta annonicola
- Phyllosticta annulicaudata
- Phyllosticta anogeissi
- Phyllosticta anserinae
- Phyllosticta antennariae
- Phyllosticta anthoxella
- Phyllosticta anthrophylli
- Phyllosticta anthuriophylla
- Phyllosticta anthyllidis
- Phyllosticta antilleana
- Phyllosticta apatela
- Phyllosticta apiahyna
- Phyllosticta apicalis
- Phyllosticta apiculata
- Phyllosticta apii
- Phyllosticta apiosis-fortunei
- Phyllosticta aplectri
- Phyllosticta apocyni
- Phyllosticta apocyni-androsaemifolii
- Phyllosticta aporoica
- Phyllosticta aposeridis
- Phyllosticta aquatica
- Phyllosticta aquifolina
- Phyllosticta aquilegiae
- Phyllosticta aquilegicola
- Phyllosticta araceae
- Phyllosticta aracearum
- Phyllosticta arachidis
- Phyllosticta arachidis-hypogaeae
- Phyllosticta aracicola
- Phyllosticta araliae
- Phyllosticta araliae-cordatae
- Phyllosticta araliana
- Phyllosticta araratiana
- Phyllosticta aratae
- Phyllosticta araucariae
- Phyllosticta araucariaecola
- Phyllosticta araucariicola
- Phyllosticta arborea
- Phyllosticta arbuti
- Phyllosticta arbuticola
- Phyllosticta arbutifolia
- Phyllosticta arbuti-unedonis
- Phyllosticta arctostaphyli
- Phyllosticta ardisiae
- Phyllosticta ardisiicola
- Phyllosticta arecae
- Phyllosticta arenariae
- Phyllosticta arethusa
- Phyllosticta argentinae
- Phyllosticta argyrea
- Phyllosticta ariaefoliae
- Phyllosticta aricola
- Phyllosticta arida
- Phyllosticta ariopsidis
- Phyllosticta arisaematis
- Phyllosticta arisari
- Phyllosticta arisaricola
- Phyllosticta aristolochiae
- Phyllosticta aristoteliae
- Phyllosticta armeniaca
- Phyllosticta armenicola
- Phyllosticta armeriae
- Phyllosticta armitageana
- Phyllosticta armoraciae
- Phyllosticta arnicae
- Phyllosticta aromatica
- Phyllosticta aromatophila
- Phyllosticta aronici
- Phyllosticta artabotrydicola
- Phyllosticta artemisiae-lactiflorae
- Phyllosticta arthrophylli
- Phyllosticta artocarpi
- Phyllosticta artocarpicola
- Phyllosticta artocarpina
- Phyllosticta arunci
- Phyllosticta aruncicola
- Phyllosticta aruncina
- Phyllosticta arxii
- Phyllosticta asari
- Phyllosticta asclepiadearum
- Phyllosticta ashtonii
- Phyllosticta asiatica
- Phyllosticta asiminae
- Phyllosticta asperulae
- Phyllosticta aspidiospermatis
- Phyllosticta aspidistrae
- Phyllosticta aspidistricola
- Phyllosticta aspidopterygis
- Phyllosticta aspidospermatis
- Phyllosticta asplenii
- Phyllosticta associata
- Phyllosticta astericola
- Phyllosticta asterisci
- Phyllosticta asteromoides
- Phyllosticta astilbes
- Phyllosticta astragali
- Phyllosticta astragalicola
- Phyllosticta astrantiaecola
- Phyllosticta atomata
- Phyllosticta atractyli
- Phyllosticta atriplicicola
- Phyllosticta atriplicis
- Phyllosticta atromaculans
- Phyllosticta atropae
- Phyllosticta atropina
- Phyllosticta atrozonata
- Phyllosticta aucubae
- Phyllosticta aucubicola
- Phyllosticta aucupariae
- Phyllosticta auerswaldii
- Phyllosticta aurantiaca
- Phyllosticta aurantiicola
- Phyllosticta aurea
- Phyllosticta auriculata
- Phyllosticta australis
- Phyllosticta austriaca
- Phyllosticta autumnalis
- Phyllosticta avenae
- Phyllosticta avenophila
- Phyllosticta axonopi
- Phyllosticta azadii
- Phyllosticta azedarachis
- Phyllosticta azevinhi
- Phyllosticta azukiae
- Phyllosticta babajaniae
- Phyllosticta babylonicae
- Phyllosticta baccharidis
- Phyllosticta bacillaris
- Phyllosticta bacilliformis
- Phyllosticta bacillispora
- Phyllosticta bacilloides
- Phyllosticta bacteriiformis
- Phyllosticta bacterioides
- Phyllosticta bacteriosperma
- Phyllosticta badhamii
- Phyllosticta bakeri
- Phyllosticta balcanica
- Phyllosticta baldensis
- Phyllosticta baldratii
- Phyllosticta ballotae
- Phyllosticta balloticola
- Phyllosticta balsaminae
- Phyllosticta bambusina
- Phyllosticta bambusinifolia
- Phyllosticta banatica
- Phyllosticta banksiae
- Phyllosticta baphiae
- Phyllosticta barleriae
- Phyllosticta barnadesiae
- Phyllosticta barssii
- Phyllosticta basilici
- Phyllosticta batatas
- Phyllosticta bauhiniae
- Phyllosticta bauhiniae-reticulatae
- Phyllosticta bauhinicola
- Phyllosticta bauhiniicola
- Phyllosticta beaumarisii
- Phyllosticta begoniae
- Phyllosticta begoniaecola
- Phyllosticta begoniicola
- Phyllosticta beguinotiana
- Phyllosticta belgradensis
- Phyllosticta bellidicola
- Phyllosticta bellidis
- Phyllosticta beltranii
- Phyllosticta benedicti
- Phyllosticta berberidicola
- Phyllosticta berberidis
- Phyllosticta bergeniae
- Phyllosticta berlesiana
- Phyllosticta berlesiana
- Phyllosticta berolinensis
- Phyllosticta berteroae
- Phyllosticta bertholletiae
- Phyllosticta betonica
- Phyllosticta betonicae
- Phyllosticta betonicae
- Phyllosticta betulae
- Phyllosticta betulae
- Phyllosticta betulicola
- Phyllosticta betulicola
- Phyllosticta bicolor
- Phyllosticta biformis
- Phyllosticta biformis
- Phyllosticta biformis
- Phyllosticta bifrenariae
- Phyllosticta bignoniae
- Phyllosticta bignoniicola
- Phyllosticta bischofiae
- Phyllosticta bixina
- Phyllosticta bizzozeriana
- Phyllosticta blackwoodiae
- Phyllosticta bletiae
- Phyllosticta boehmeriae
- Phyllosticta boehmeriicola
- Phyllosticta boerhaviae
- Phyllosticta boerhaviae
- Phyllosticta bokensis
- Phyllosticta bolleana
- Phyllosticta bolleana
- Phyllosticta boltoniae
- Phyllosticta bombacis
- Phyllosticta bombayensis
- Phyllosticta bonanseae
- Phyllosticta bonanseana
- Phyllosticta bonariensis
- Phyllosticta bondarzevii
- Phyllosticta bonduc
- Phyllosticta borinquensis
- Phyllosticta bosensis
- Phyllosticta botrychii
- Phyllosticta botrychii
- Phyllosticta botrychii
- Phyllosticta bougainvilleae
- Phyllosticta bougainvilleae
- Phyllosticta bougainvilleicola
- Phyllosticta boussingaultiae
- Phyllosticta brachypodii
- Phyllosticta brachypodii
- Phyllosticta brachypodii
- Phyllosticta bractearum
- Phyllosticta bracteophila
- Phyllosticta brasiliensis
- Phyllosticta brassicae-oleraceae'
- Phyllosticta brassicina
- Phyllosticta brazilianae
- Phyllosticta bresadolae
- Phyllosticta bresadolana
- Phyllosticta briardii
- Phyllosticta briardii
- Phyllosticta briardii
- Phyllosticta brideliae
- Phyllosticta bridgesii
- Phyllosticta briosiana
- Phyllosticta bromeliae
- Phyllosticta bromeliicola
- Phyllosticta bromi
- Phyllosticta bromiicola
- Phyllosticta bromivora
- Phyllosticta brosimi
- Phyllosticta broussonetiae
- Phyllosticta bruchiana
- Phyllosticta brunellae
- Phyllosticta brunfelsiae
- Phyllosticta brunnea
- Phyllosticta bryophila
- Phyllosticta bubakiana
- Phyllosticta bubakiana
- Phyllosticta bucklandiae
- Phyllosticta buddlejae
- Phyllosticta buddlejicola
- Phyllosticta buddlejicola
- Phyllosticta bufonii
- Phyllosticta bumeliae
- Phyllosticta bumeliifolia
- Phyllosticta buphthalmi
- Phyllosticta bupleuri
- Phyllosticta bupleuri
- Phyllosticta bupleuri
- Phyllosticta bupleuricola
- Phyllosticta buteae
- Phyllosticta butleri
- Phyllosticta buxicola
- Phyllosticta buxicola
- Phyllosticta buxina
- Phyllosticta caatingae
- Phyllosticta caballeroi
- Phyllosticta cacaliae
- Phyllosticta cajani
- Phyllosticta cajani
- Phyllosticta cajanicola
- Phyllosticta calabrica
- Phyllosticta caladii
- Phyllosticta calami
- Phyllosticta calami
- Phyllosticta calaminthae
- Phyllosticta calaritana
- Phyllosticta calathaeae
- Phyllosticta calatheae
- Phyllosticta calceolariae
- Phyllosticta calophylli
- Phyllosticta calopogoniorum
- Phyllosticta calthae
- Phyllosticta calthae
- Phyllosticta calycanthi
- Phyllosticta calycanthicola
- Phyllosticta calystegiae
- Phyllosticta camelliae
- Phyllosticta camelliaecola
- Phyllosticta camelliaecola
- Phyllosticta camelliaecola
- Phyllosticta campanulae
- Phyllosticta campanulae-latifoliae
- Phyllosticta campanulicola
- Phyllosticta campanulina
- Phyllosticta campestris
- Phyllosticta camphorae
- Phyllosticta camusiana
- Phyllosticta canangae
- Phyllosticta canavaliae
- Phyllosticta canavaliae
- Phyllosticta candicans
- Phyllosticta canescens
- Phyllosticta cannicola
- Phyllosticta capitalensis
- Phyllosticta capparearum
- Phyllosticta capparicola
- Phyllosticta capparis
- Phyllosticta capparis
- Phyllosticta capparis-heyneanae
- Phyllosticta caprifolii
- Phyllosticta capsellae
- Phyllosticta capsellae
- Phyllosticta capsici
- Phyllosticta capsulicola
- Phyllosticta caraganae
- Phyllosticta caraganae
- Phyllosticta caranoi
- Phyllosticta cardamines
- Phyllosticta cardamines-amarae
- Phyllosticta cardiocrini
- Phyllosticta cardiospermi
- Phyllosticta careyae
- Phyllosticta cariae
- Phyllosticta caricae
- Phyllosticta caricaecola
- Phyllosticta caricae-papayae
- Phyllosticta caricicola
- Phyllosticta caricicola
- Phyllosticta caricicola
- Phyllosticta caricis
- Phyllosticta carissae
- Phyllosticta carlinae
- Phyllosticta carniolica
- Phyllosticta carpathica
- Phyllosticta carpinea
- Phyllosticta carpini
- Phyllosticta carpogena
- Phyllosticta carthami
- Phyllosticta carthami
- Phyllosticta carthami
- Phyllosticta caryae
- Phyllosticta caryae
- Phyllosticta caryae
- Phyllosticta caryae
- Phyllosticta caryicola
- Phyllosticta caryigena
- Phyllosticta caryigena
- Phyllosticta caryigena
- Phyllosticta caryogena
- Phyllosticta caryotae
- Phyllosticta caryotae
- Phyllosticta casaresi
- Phyllosticta casaresi
- Phyllosticta casaresi
- Phyllosticta casimiroae
- Phyllosticta casinalbensis
- Phyllosticta cassavae
- Phyllosticta cassiae
- Phyllosticta cassiae-goratensis
- Phyllosticta cassiae-occidentalis
- Phyllosticta cassiae-torae
- Phyllosticta cassiicola
- Phyllosticta castaneae
- Phyllosticta castaneperda
- Phyllosticta castanopsidis
- Phyllosticta catalpae
- Phyllosticta catalpicola
- Phyllosticta catappae
- Phyllosticta catechu
- Phyllosticta cathartici
- Phyllosticta caucasica
- Phyllosticta caulicola
- Phyllosticta cavarae
- Phyllosticta ceanothi
- Phyllosticta cearensis
- Phyllosticta cedrelae
- Phyllosticta ceeratoniae
- Phyllosticta cejpii
- Phyllosticta celastri
- Phyllosticta celastricola
- Phyllosticta celastrina
- Phyllosticta celosiae
- Phyllosticta celtidicola
- Phyllosticta celtidis
- Phyllosticta centaureae
- Phyllosticta centaureae-scabiosae
- Phyllosticta centifoliae
- Phyllosticta cepae
- Phyllosticta cephaelidis
- Phyllosticta cephalanthi
- Phyllosticta cephalariae
- Phyllosticta cerasella
- Phyllosticta cerasicola
- Phyllosticta ceratoniae
- Phyllosticta cercidicola
- Phyllosticta cercocarpi
- Phyllosticta cestri
- Phyllosticta cestricola
- Phyllosticta chaenomelicola
- Phyllosticta chaenomelina
- Phyllosticta chaerophylli
- Phyllosticta chamaebuxi
- Phyllosticta chamaenerii
- Phyllosticta chamaeropis
- Phyllosticta chamaeropsis
- Phyllosticta chamissoae
- Phyllosticta chanthavica
- Phyllosticta chardonii
- Phyllosticta cheiranthicola
- Phyllosticta cheiranthorum
- Phyllosticta chelidonii
- Phyllosticta chelonanthi
- Phyllosticta chenopodii
- Phyllosticta chenopodii-albi
- Phyllosticta chenopodii-boni-henrici
- Phyllosticta chenopodiicola
- Phyllosticta cherensis
- Phyllosticta cherimoliae
- Phyllosticta chilensis
- Phyllosticta chionanthi
- Phyllosticta chloranthi
- Phyllosticta chlorospila
- Phyllosticta chlorospora
- Phyllosticta chondrillina
- Phyllosticta chorisiae
- Phyllosticta chorizemae
- Phyllosticta christianicola
- Phyllosticta chrysanthemi
- Phyllosticta chrysophylli
- Phyllosticta cicerina
- Phyllosticta cicutae
- Phyllosticta ciferrica
- Phyllosticta cinchonae
- Phyllosticta cinchonicola
- Phyllosticta cinerea
- Phyllosticta cinnamomi
- Phyllosticta cinnamomi-glanduliferi
- Phyllosticta cinnamomi-zeylanici
- Phyllosticta circaeae
- Phyllosticta circinans
- Phyllosticta circuligerens
- Phyllosticta circumscissa
- Phyllosticta circumsepta
- Phyllosticta circumvallata
- Phyllosticta cirratula
- Phyllosticta cirsii
- Phyllosticta cirsii-lanceolati
- Phyllosticta cirsiorum
- Phyllosticta cissampeli
- Phyllosticta cissicola
- Phyllosticta cisti
- Phyllosticta cistina
- Phyllosticta citharexyli
- Phyllosticta citriasiana
- Phyllosticta citriasiatica
- Phyllosticta citribraziliensis
- Phyllosticta citricola
- Phyllosticta cladrastidis
- Phyllosticta clematidicola
- Phyllosticta clematidis
- Phyllosticta clerodendri
- Phyllosticta clethrae
- Phyllosticta clethricola
- Phyllosticta clitoridicola
- Phyllosticta cliviae
- Phyllosticta clusiae
- Phyllosticta clusiae-roseae
- Phyllosticta clypeata
- Phyllosticta cneori
- Phyllosticta cobaeae
- Phyllosticta coccineae
- Phyllosticta coccolobae
- Phyllosticta coccolobaecola
- Phyllosticta cocculi
- Phyllosticta cocculi-hirsuti
- Phyllosticta cochlospermi
- Phyllosticta cocoës
- Phyllosticta cocoicola
- Phyllosticta cocoina
- Phyllosticta cocophila
- Phyllosticta codiaeana
- Phyllosticta codiaei
- Phyllosticta codiaeicola
- Phyllosticta codonopsidis
- Phyllosticta coffeae-arabicae
- Phyllosticta coffeae-libericae
- Phyllosticta coffeicida
- Phyllosticta coffeicola
- Phyllosticta coicicola
- Phyllosticta coicis-lacrimae
- Phyllosticta colae
- Phyllosticta colicola
- Phyllosticta collinsoniae
- Phyllosticta colocasiae
- Phyllosticta colocasiae-esculentae
- Phyllosticta colocasiicola
- Phyllosticta colocasiophila
- Phyllosticta colubrinae
- Phyllosticta colutae
- Phyllosticta comanthosphacea
- Phyllosticta combreticola
- Phyllosticta commonsii
- Phyllosticta comoensis
- Phyllosticta comoliae
- Phyllosticta comolliae
- Phyllosticta comoriana
- Phyllosticta concava
- Phyllosticta concentrica
- Phyllosticta concinna
- Phyllosticta concomitans
- Phyllosticta concors
- Phyllosticta confertissima
- Phyllosticta confusa
- Phyllosticta congesta
- Phyllosticta coniothyrioides
- Phyllosticta consimilis
- Phyllosticta convallariae
- Phyllosticta convallariicola
- Phyllosticta convexula
- Phyllosticta convolvulacearum
- Phyllosticta convolvuli
- Phyllosticta cookei
- Phyllosticta cookiae
- Phyllosticta copaiferae
- Phyllosticta coprosmae
- Phyllosticta coralliobola
- Phyllosticta corchori
- Phyllosticta corcontica
- Phyllosticta cordillerana
- Phyllosticta cordobensis
- Phyllosticta cordylines
- Phyllosticta cordylinophila
- Phyllosticta coreopsidis
- Phyllosticta coriandri
- Phyllosticta coriariae
- Phyllosticta coriariicola
- Phyllosticta corni
- Phyllosticta corni-canadensis
- Phyllosticta cornicola
- Phyllosticta corni-controversae
- Phyllosticta cornivora
- Phyllosticta cornuti
- Phyllosticta coronaria
- Phyllosticta coronillae
- Phyllosticta correae
- Phyllosticta corrodens
- Phyllosticta corsineae
- Phyllosticta corydalina
- Phyllosticta corydalis
- Phyllosticta corylaria
- Phyllosticta coryli
- Phyllosticta corylina
- Phyllosticta corynocarpi
- Phyllosticta costesii
- Phyllosticta cotoneastri
- Phyllosticta coumarounae
- Phyllosticta couraliae
- Phyllosticta cousiniae
- Phyllosticta crambes
- Phyllosticta crassicaulis
- Phyllosticta crastophila
- Phyllosticta crataegi
- Phyllosticta crataegicola
- Phyllosticta crenatae
- Phyllosticta crepidis-paludosae
- Phyllosticta crepidophora
- Phyllosticta crini
- Phyllosticta crinodendri
- Phyllosticta crista-galli
- Phyllosticta crotalariae
- Phyllosticta crotonina
- Phyllosticta crotonophila
- Phyllosticta cruenta
- Phyllosticta crustosa
- Phyllosticta crypta
- Phyllosticta cryptocarpa
- Phyllosticta cryptocaryae
- Phyllosticta cryptomeriae
- Phyllosticta cryptosporae
- Phyllosticta cryptostegiae
- Phyllosticta cryptotaeniae
- Phyllosticta cucubali
- Phyllosticta cucurbitacearum
- Phyllosticta cuestae
- Phyllosticta cufiniana
- Phyllosticta cumminsii
- Phyllosticta cunninghamiae
- Phyllosticta cupaniae
- Phyllosticta curatellae
- Phyllosticta curculiginis
- Phyllosticta curcumae
- Phyllosticta curvarispora
- Phyllosticta curvata
- Phyllosticta cuspidatae
- Phyllosticta cuspidaticola
- Phyllosticta cussoniae
- Phyllosticta cyamopsidicola
- Phyllosticta cyamopsidis
- Phyllosticta cyanococci
- Phyllosticta cycadina
- Phyllosticta cycadis
- Phyllosticta cyclaminella
- Phyllosticta cyclaminicola
- Phyllosticta cyclaminis
- Phyllosticta cyclobalanopsidis
- Phyllosticta cydoniae
- Phyllosticta cydoniicola
- Phyllosticta cylindrica
- Phyllosticta cylindrospora
- Phyllosticta cymbidii
- Phyllosticta cymbopogonis
- Phyllosticta cynanchi
- Phyllosticta cynarae
- Phyllosticta cynoglossi
- Phyllosticta cynosuri
- Phyllosticta cyperi
- Phyllosticta cypericola
- Phyllosticta cyrillae
- Phyllosticta cystopteridis
- Phyllosticta cytisella
- Phyllosticta cytisorum
- Phyllosticta dactylidicola
- Phyllosticta dactylidis
- Phyllosticta daemonoropis
- Phyllosticta dahliae
- Phyllosticta dalbergiae
- Phyllosticta dalbergiicola
- Phyllosticta dammarae
- Phyllosticta danaes
- Phyllosticta danthoniae
- Phyllosticta daphnes-ponticae
- Phyllosticta daphniphylli
- Phyllosticta dardanoi
- Phyllosticta datiscae
- Phyllosticta daturae
- Phyllosticta daturicola
- Phyllosticta davisii
- Phyllosticta dearnessii
- Phyllosticta debauxii
- Phyllosticta debeauxii
- Phyllosticta decidua
- Phyllosticta decipiens
- Phyllosticta decolorans
- Phyllosticta decussatae
- Phyllosticta deformans
- Phyllosticta degenerans
- Phyllosticta degenii
- Phyllosticta delhiensis
- Phyllosticta deliciosa
- Phyllosticta delphinii
- Phyllosticta densissima
- Phyllosticta derridis
- Phyllosticta desertorum
- Phyllosticta desmazieri
- Phyllosticta desmodii
- Phyllosticta desmodiicola
- Phyllosticta desmodiiphila
- Phyllosticta destructiva
- Phyllosticta destruens
- Phyllosticta deutziae
- Phyllosticta deutziicola
- Phyllosticta dianellicola
- Phyllosticta dianthi
- Phyllosticta diapensiae
- Phyllosticta dictamni
- Phyllosticta dictamnicola
- Phyllosticta didymopanacis
- Phyllosticta diedickei
- Phyllosticta dieffenbachiae
- Phyllosticta diervillae
- Phyllosticta digerae
- Phyllosticta digitalis
- Phyllosticta digitariae
- Phyllosticta digraphidis
- Phyllosticta dimocarpi
- Phyllosticta dioscoreae
- Phyllosticta dioscoreae-daemonae
- Phyllosticta dioscoreicola
- Phyllosticta dioscoreina
- Phyllosticta diospyri
- Phyllosticta dipsaci
- Phyllosticta diptericicola
- Phyllosticta dircae
- Phyllosticta disciformis
- Phyllosticta discincola
- Phyllosticta discincta
- Phyllosticta discors
- Phyllosticta dispergens
- Phyllosticta divergens
- Phyllosticta diversispora
- Phyllosticta dodecantheae
- Phyllosticta doellingeriae
- Phyllosticta doliariae
- Phyllosticta doliariicola
- Phyllosticta dolichi
- Phyllosticta domestica
- Phyllosticta domingensis
- Phyllosticta donckelaeri
- Phyllosticta doronicella
- Phyllosticta doronici
- Phyllosticta doronicigena
- Phyllosticta doxanthae
- Phyllosticta drabae
- Phyllosticta dracaenae
- Phyllosticta dracaenicola
- Phyllosticta dracocephali
- Phyllosticta draconis
- Phyllosticta drimydis
- Phyllosticta dryandrae
- Phyllosticta drymeiae
- Phyllosticta dryopteridis
- Phyllosticta dryopteris
- Phyllosticta dubia
- Phyllosticta durionis
- Phyllosticta durmitorensis
- Phyllosticta dyerae
- Phyllosticta dysanthi
- Phyllosticta dysoxyli
- Phyllosticta dzumajensis
- Phyllosticta ebuli
- Phyllosticta echinodoricola
- Phyllosticta echinopsis
- Phyllosticta edwardsiae
- Phyllosticta effusa
- Phyllosticta ehrhartii
- Phyllosticta elaeagni
- Phyllosticta elaeidis
- Phyllosticta elaeocarpi
- Phyllosticta elasticae
- Phyllosticta elettariae
- Phyllosticta ellisiana
- Phyllosticta ellisii
- Phyllosticta elodea
- Phyllosticta elodes
- Phyllosticta elongata
- Phyllosticta elymi
- Phyllosticta embeliina
- Phyllosticta emblicae
- Phyllosticta embothryi
- Phyllosticta eminens
- Phyllosticta encephalarti
- Phyllosticta entebbeensis
- Phyllosticta entylomicola
- Phyllosticta ephedrae
- Phyllosticta epichloës
- Phyllosticta epigaea
- Phyllosticta epiglandula
- Phyllosticta epignomonia
- Phyllosticta epilobii
- Phyllosticta epilobii-rosei
- Phyllosticta epimedii
- Phyllosticta epipactidis
- Phyllosticta epiphylla
- Phyllosticta equiseti
- Phyllosticta erechtitis
- Phyllosticta eremostachydis
- Phyllosticta eremuri
- Phyllosticta ericae
- Phyllosticta ericicola
- Phyllosticta erigerontis
- Phyllosticta eriobotryae
- Phyllosticta eriobotryicola
- Phyllosticta eriodendri
- Phyllosticta eriogoni
- Phyllosticta eritraea
- Phyllosticta erodii
- Phyllosticta erratica
- Phyllosticta ervi
- Phyllosticta eryngiana
- Phyllosticta eryngicola
- Phyllosticta eryngiella
- Phyllosticta eryngii
- Phyllosticta erysimi
- Phyllosticta erysimi-cuspidati
- Phyllosticta erysiphoides
- Phyllosticta erythraea
- Phyllosticta erythraeae
- Phyllosticta erythrinae
- Phyllosticta erythrinicola
- Phyllosticta erythronii
- Phyllosticta erythroxyli
- Phyllosticta eschweilerae
- Phyllosticta eucalypti
- Phyllosticta eucalyptica
- Phyllosticta eucalyptorum
- Phyllosticta euchlaenae
- Phyllosticta eucommiae
- Phyllosticta eugeniae
- Phyllosticta euodiae
- Phyllosticta euonymella
- Phyllosticta euonymi
- Phyllosticta euonymicola
- Phyllosticta euonymi-japonici
- Phyllosticta eupatorii
- Phyllosticta eupatoriicola
- Phyllosticta eupatorina
- Phyllosticta euphorbiae
- Phyllosticta euphorbiae-khandalensis
- Phyllosticta euphorbiicola
- Phyllosticta eutrematis
- Phyllosticta everhartii
- Phyllosticta evernia
- Phyllosticta excavata
- Phyllosticta exigua
- Phyllosticta eximia
- Phyllosticta exscapi
- Phyllosticta extensa
- Phyllosticta fabae
- Phyllosticta fagaricola
- Phyllosticta fagi
- Phyllosticta fagicola
- Phyllosticta faginea
- Phyllosticta fagopyri
- Phyllosticta fagopyricola
- Phyllosticta fagopyrina
- Phyllosticta falcariae
- Phyllosticta falcatae
- Phyllosticta falconeri
- Phyllosticta fallax
- Phyllosticta fallopiae
- Phyllosticta faradayae
- Phyllosticta farfarae
- Phyllosticta fatiscens
- Phyllosticta fatsiae
- Phyllosticta fatsiae-japonicae
- Phyllosticta favillensis
- Phyllosticta feijoae
- Phyllosticta feijoicola
- Phyllosticta ferax
- Phyllosticta ferruginea
- Phyllosticta ferulae
- Phyllosticta ficariae
- Phyllosticta fici
- Phyllosticta fici-caricae
- Phyllosticta ficicola
- Phyllosticta fici-elasticae
- Phyllosticta ficina
- Phyllosticta fici-wightianae
- Phyllosticta figuerasii
- Phyllosticta filaginis
- Phyllosticta filipendulae
- Phyllosticta filipendulina
- Phyllosticta fimbriata
- Phyllosticta flacourtiae
- Phyllosticta flacourtiicola
- Phyllosticta flavescentis
- Phyllosticta flavidula
- Phyllosticta flevolandica
- Phyllosticta flexuosa
- Phyllosticta flourensiicola
- Phyllosticta flueckigeriae
- Phyllosticta fomini
- Phyllosticta fourcadei
- Phyllosticta fraganiicola
- Phyllosticta fragariicola
- Phyllosticta fragosoana
- Phyllosticta frangulae
- Phyllosticta frankiana
- Phyllosticta fraserae
- Phyllosticta fraxini
- Phyllosticta fraxinicola
- Phyllosticta fraxinifolia
- Phyllosticta fritillariae
- Phyllosticta fuchsiicola
- Phyllosticta fuliginosa
- Phyllosticta fulvescens
- Phyllosticta fulvomaculans
- Phyllosticta fumariae
- Phyllosticta funkiae
- Phyllosticta furcraeae
- Phyllosticta fusca
- Phyllosticta fuscozonata
- Phyllosticta fusiformis
- Phyllosticta fusispora
- Phyllosticta gageae
- Phyllosticta gaillardiae
- Phyllosticta galactis
- Phyllosticta galegae
- Phyllosticta galeobdoli
- Phyllosticta galeopsidis
- Phyllosticta galinsogae
- Phyllosticta gallarum
- Phyllosticta gallicola
- Phyllosticta galligena
- Phyllosticta galphimiicola
- Phyllosticta garbovskii
- Phyllosticta garciniae
- Phyllosticta gardeniae
- Phyllosticta gardeniicola
- Phyllosticta garrettii
- Phyllosticta garryae
- Phyllosticta garryaecola
- Phyllosticta gastonis
- Phyllosticta gaultheriae
- Phyllosticta gazaniae
- Phyllosticta gei
- Phyllosticta gelonii
- Phyllosticta gelsemii
- Phyllosticta gemmipara
- Phyllosticta gemmiphilae
- Phyllosticta genipae
- Phyllosticta genistae
- Phyllosticta gentianae
- Phyllosticta gentianellae
- Phyllosticta geranii
- Phyllosticta geraniicola
- Phyllosticta gerbeicola
- Phyllosticta gerberae
- Phyllosticta gerbericola
- Phyllosticta germanica
- Phyllosticta ghaesembillae
- Phyllosticta gharsei
- Phyllosticta gigantomaculata
- Phyllosticta gillesii
- Phyllosticta ginkgo
- Phyllosticta glabra
- Phyllosticta gladioli
- Phyllosticta gladioli-minor
- Phyllosticta gladioloides
- Phyllosticta glauca
- Phyllosticta glechomae
- Phyllosticta gleditschiae
- Phyllosticta gliricidiicola
- Phyllosticta globifera
- Phyllosticta globigera
- Phyllosticta globulariae
- Phyllosticta globuli
- Phyllosticta globulosa
- Phyllosticta glochidii
- Phyllosticta gloriosa
- Phyllosticta glumarum
- Phyllosticta glumarum-setariae
- Phyllosticta glumarum-sorghi
- Phyllosticta glycines
- Phyllosticta glycosmidis
- Phyllosticta glycyphylli
- Phyllosticta glycyrrhizae
- Phyllosticta glycyrrhizicola
- Phyllosticta glynneae
- Phyllosticta gmelinae
- Phyllosticta goebeliae
- Phyllosticta goetheae
- Phyllosticta golenkinianthes
- Phyllosticta golovinii
- Phyllosticta gomphranicida
- Phyllosticta gomphrenae
- Phyllosticta gomphrenicola
- Phyllosticta gordoniae
- Phyllosticta gordoniicola
- Phyllosticta goritiensis
- Phyllosticta gossypii
- Phyllosticta gossypina
- Phyllosticta gouaniae
- Phyllosticta gracilis
- Phyllosticta granati
- Phyllosticta grandii
- Phyllosticta grandispora
- Phyllosticta gratiolae
- Phyllosticta grevilleae
- Phyllosticta grewiae
- Phyllosticta grisea
- Phyllosticta griseofusca
- Phyllosticta groenlandica
- Phyllosticta grossulariae
- Phyllosticta guajavae
- Phyllosticta guanicensis
- Phyllosticta guareae
- Phyllosticta guayaci
- Phyllosticta guceviczii
- Phyllosticta gueldenstaedtiae
- Phyllosticta guevinae
- Phyllosticta guevinicola
- Phyllosticta guillielmicola
- Phyllosticta gunnerae
- Phyllosticta gustaviae
- Phyllosticta guttulatae
- Phyllosticta gymnocladi
- Phyllosticta gymnosporiae
- Phyllosticta gymnosporiicola
- Phyllosticta gypsophilae
- Phyllosticta haematocycla
- Phyllosticta hainensis
- Phyllosticta hakeae
- Phyllosticta halduana
- Phyllosticta haleniae
- Phyllosticta halepensis
- Phyllosticta halimodendroni
- Phyllosticta halophila
- Phyllosticta halstediana
- Phyllosticta halstedii
- Phyllosticta hamadryadis
- Phyllosticta hamamelidis
- Phyllosticta hamasensis
- Phyllosticta haraeana
- Phyllosticta harai
- Phyllosticta hardenbergiae
- Phyllosticta hariotiana
- Phyllosticta hasijai
- Phyllosticta hawaiiensis
- Phyllosticta haynaldii
- Phyllosticta healdii
- Phyllosticta hederacea
- Phyllosticta hederae
- Phyllosticta hedericola
- Phyllosticta hedychii
- Phyllosticta hedysari
- Phyllosticta heimiae
- Phyllosticta helenae
- Phyllosticta helianthemi
- Phyllosticta helianthemicola
- Phyllosticta helianthi
- Phyllosticta helichrysicola
- Phyllosticta heliconiae
- Phyllosticta heliconiicola
- Phyllosticta heliopsidis
- Phyllosticta helleborella
- Phyllosticta helleboriana
- Phyllosticta helleboricola
- Phyllosticta helleborina
- Phyllosticta helvetica
- Phyllosticta helvola
- Phyllosticta helwingiae
- Phyllosticta hemerocallidis
- Phyllosticta hemibrunnea
- Phyllosticta henriquesii
- Phyllosticta hepaticae
- Phyllosticta heraclei
- Phyllosticta hesleri
- Phyllosticta hesperidearum
- Phyllosticta hesperidis
- Phyllosticta heteromeles
- Phyllosticta heterophragmatis
- Phyllosticta heterophylli
- Phyllosticta heteropteridis
- Phyllosticta heterospora
- Phyllosticta heucherae
- Phyllosticta heveae
- Phyllosticta heveana
- Phyllosticta heveicola
- Phyllosticta hibisci
- Phyllosticta hibisci-cannabini
- Phyllosticta hibiscicola
- Phyllosticta hibiscina
- Phyllosticta hieracicola
- Phyllosticta hieracii
- Phyllosticta hieraciicola
- Phyllosticta himantoglossi
- Phyllosticta himeranthi
- Phyllosticta hippocastani
- Phyllosticta hiratsukae
- Phyllosticta hirriensis
- Phyllosticta hispaniolae
- Phyllosticta hispida
- Phyllosticta hohenbergiae
- Phyllosticta holopteleae
- Phyllosticta holosteae
- Phyllosticta holosteicola
- Phyllosticta honbaensis
- Phyllosticta horai
- Phyllosticta hosackiae
- Phyllosticta houttuyniae
- Phyllosticta hoveniae
- Phyllosticta hoveniicola
- Phyllosticta hoyae
- Phyllosticta hranicensis
- Phyllosticta hualtatae
- Phyllosticta humeriformis
- Phyllosticta humerispora
- Phyllosticta humuli
- Phyllosticta humulina
- Phyllosticta hybridae
- Phyllosticta hydrangeae-quercifoliae
- Phyllosticta hydrastidis
- Phyllosticta hydrocotyles
- Phyllosticta hydrophila
- Phyllosticta hydrophylli
- Phyllosticta hymanaeae
- Phyllosticta hymenaeae
- Phyllosticta hymenaeicola
- Phyllosticta hymenocallidis
- Phyllosticta hymeranthi
- Phyllosticta hyoscyami
- Phyllosticta hypericicola
- Phyllosticta hypoglossi
- Phyllosticta ibarrae
- Phyllosticta ibotae
- Phyllosticta icarahyensis
- Phyllosticta ignatiana
- Phyllosticta ilicicola
- Phyllosticta ilicina
- Phyllosticta iliciperda
- Phyllosticta ilicis
- Phyllosticta iliciseda
- Phyllosticta iliensis
- Phyllosticta illinoensis
- Phyllosticta imbe
- Phyllosticta imbricatae
- Phyllosticta immersa
- Phyllosticta impatientis
- Phyllosticta implexae
- Phyllosticta incarvilleae
- Phyllosticta indianensis
- Phyllosticta indica
- Phyllosticta inermis
- Phyllosticta infuscata
- Phyllosticta ingae-dulcis
- Phyllosticta ingae-edulis
- Phyllosticta innumera
- Phyllosticta innumerabilis
- Phyllosticta insignis
- Phyllosticta insularum
- Phyllosticta interficiens
- Phyllosticta intermedia
- Phyllosticta intermixta
- Phyllosticta inulae
- Phyllosticta inulae-viscosae
- Phyllosticta inulicola
- Phyllosticta ipomoeae
- Phyllosticta ipomoeae-reptantis
- Phyllosticta iridicola
- Phyllosticta iridis
- Phyllosticta iridum
- Phyllosticta isatidis
- Phyllosticta ischnosiphonis
- Phyllosticta iserana
- Phyllosticta isolemae
- Phyllosticta isolomae
- Phyllosticta isopogonis
- Phyllosticta italica
- Phyllosticta iteae
- Phyllosticta ivaecola
- Phyllosticta ixeridis
- Phyllosticta ixiolirii
- Phyllosticta ixorae
- Phyllosticta jacobaeae
- Phyllosticta jacquemontiicola
- Phyllosticta jaffueli
- Phyllosticta jahniana
- Phyllosticta jambosae
- Phyllosticta jambosicola
- Phyllosticta japonica
- Phyllosticta jasminensis
- Phyllosticta jasmini
- Phyllosticta jasminica
- Phyllosticta jasminicola
- Phyllosticta jasminina
- Phyllosticta jasmini-pubescentis
- Phyllosticta jasminorum
- Phyllosticta jatrophae-podagricae
- Phyllosticta jordani
- Phyllosticta juglandis
- Phyllosticta julia
- Phyllosticta juliflorae
- Phyllosticta juruana
- Phyllosticta justiciicola
- Phyllosticta kalmicola
- Phyllosticta kamatii
- Phyllosticta kankeii
- Phyllosticta kanpurensis
- Phyllosticta kausarica
- Phyllosticta kawakamii
- Phyllosticta kenimaechia
- Phyllosticta kennediae
- Phyllosticta kentiae
- Phyllosticta kerguelensis
- Phyllosticta kerriae
- Phyllosticta khandalensis
- Phyllosticta kielmeyerae
- Phyllosticta kigeliae
- Phyllosticta kobayashii
- Phyllosticta kobus
- Phyllosticta koelreuteriae
- Phyllosticta kok-saghyz
- Phyllosticta koshuensis
- Phyllosticta kotoensis
- Phyllosticta kriegeriana
- Phyllosticta kumaonica
- Phyllosticta kuromoji
- Phyllosticta kurskiana
- Phyllosticta kuwacola
- Phyllosticta labiatarum
- Phyllosticta labruscae
- Phyllosticta laburni
- Phyllosticta laburnicola
- Phyllosticta lacerans
- Phyllosticta lacobaea
- Phyllosticta lactucae
- Phyllosticta lactucicola
- Phyllosticta laeliae
- Phyllosticta lafoensiae
- Phyllosticta lagascae
- Phyllosticta lagenariae
- Phyllosticta lageniformis
- Phyllosticta lagerstroemiae
- Phyllosticta lambottei
- Phyllosticta lamii
- Phyllosticta landolphiae
- Phyllosticta langarum
- Phyllosticta lantanae
- Phyllosticta lantanae-verae
- Phyllosticta lantanicola
- Phyllosticta lantanoidis
- Phyllosticta lappicola
- Phyllosticta lapsanae
- Phyllosticta laricis
- Phyllosticta larpentae
- Phyllosticta lasadjuntas
- Phyllosticta laserpitii
- Phyllosticta latemarensis
- Phyllosticta lathyricola
- Phyllosticta lathyrina
- Phyllosticta latifolia
- Phyllosticta latospora
- Phyllosticta launaeae
- Phyllosticta laurella
- Phyllosticta laureolae
- Phyllosticta lauri
- Phyllosticta laurina
- Phyllosticta laurocerasi
- Phyllosticta lavrensis
- Phyllosticta ledi
- Phyllosticta lentaginis
- Phyllosticta lenticularis
- Phyllosticta lentisci
- Phyllosticta lepidii
- Phyllosticta lepisanthicola
- Phyllosticta leptosperma
- Phyllosticta leptothyrioides
- Phyllosticta lespedezae
- Phyllosticta letendrei
- Phyllosticta leucadendri
- Phyllosticta leucanthemi
- Phyllosticta leucocarpae
- Phyllosticta leucospila
- Phyllosticta leucosticta
- Phyllosticta leucothoës
- Phyllosticta leveillei
- Phyllosticta liatridis
- Phyllosticta libanotidis
- Phyllosticta libertiae
- Phyllosticta libertiana
- Phyllosticta lichenicola
- Phyllosticta ligulariae
- Phyllosticta ligulariicola
- Phyllosticta ligustici
- Phyllosticta ligustricola
- Phyllosticta ligustrina
- Phyllosticta lilii
- Phyllosticta liliicola
- Phyllosticta limbalis
- Phyllosticta limnophila
- Phyllosticta limoni
- Phyllosticta limoniastri
- Phyllosticta linariae
- Phyllosticta linariicola
- Phyllosticta linderae
- Phyllosticta lindericola
- Phyllosticta lini
- Phyllosticta linneae
- Phyllosticta linocierae
- Phyllosticta linosyris
- Phyllosticta liquidambaricola
- Phyllosticta liquidambaris
- Phyllosticta liquidambaris-formosanae
- Phyllosticta liriodendri
- Phyllosticta liriodendrica
- Phyllosticta lisianthi
- Phyllosticta livida
- Phyllosticta llimonae
- Phyllosticta lohogadensis
- Phyllosticta lolii
- Phyllosticta londonensis
- Phyllosticta longispora
- Phyllosticta lonicerae
- Phyllosticta loranthi
- Phyllosticta lucumae
- Phyllosticta ludoviciana
- Phyllosticta ludwigiae
- Phyllosticta lueheae
- Phyllosticta lunariae
- Phyllosticta lupini
- Phyllosticta lupinicola
- Phyllosticta lupulina
- Phyllosticta lusitanica
- Phyllosticta lutetiana
- Phyllosticta lychnidina
- Phyllosticta lychnidis
- Phyllosticta lycii
- Phyllosticta lycopersici
- Phyllosticta lycopi
- Phyllosticta lycopodis
- Phyllosticta lysimachiae
- Phyllosticta lysimachiicola
- Phyllosticta lythri
- Phyllosticta macedoi
- Phyllosticta macleayae
- Phyllosticta maclurae
- Phyllosticta macrocarpa
- Phyllosticta macrochloae
- Phyllosticta macroguttata
- Phyllosticta macropycnidia
- Phyllosticta macrospora
- Phyllosticta macrothecia
- Phyllosticta macularis
- Phyllosticta maculicola
- Phyllosticta madisonensis
- Phyllosticta magellanica
- Phyllosticta magnoliae
- Phyllosticta magnoliae-lilifoliae
- Phyllosticta magnoliae-pumilae
- Phyllosticta magnusii
- Phyllosticta mahabaleshwarensis
- Phyllosticta mahaleb
- Phyllosticta mahoniae
- Phyllosticta mahoniana
- Phyllosticta mahoniicola
- Phyllosticta maianthemi
- Phyllosticta malabailae
- Phyllosticta malisorica
- Phyllosticta malkoffii
- Phyllosticta malvavisci
- Phyllosticta mammaeicola
- Phyllosticta mangiferae
- Phyllosticta mangifericola
- Phyllosticta mangrovei
- Phyllosticta manihoticola
- Phyllosticta manihotis
- Phyllosticta manioth
- Phyllosticta marantaceae
- Phyllosticta marantaceaecola
- Phyllosticta marchantiae
- Phyllosticta marginalis
- Phyllosticta maricae
- Phyllosticta markhamiae
- Phyllosticta marmorata
- Phyllosticta marrubii
- Phyllosticta marsdeniae
- Phyllosticta martialis
- Phyllosticta martyniae
- Phyllosticta masdevalliae
- Phyllosticta massalongoi
- Phyllosticta mate
- Phyllosticta mattiroloana
- Phyllosticta maurandiae
- Phyllosticta mauroceniae
- Phyllosticta mayilae
- Phyllosticta mayteni
- Phyllosticta mecranii
- Phyllosticta medeolae
- Phyllosticta medicaginis
- Phyllosticta medinillae
- Phyllosticta meibomiae
- Phyllosticta melaleuca
- Phyllosticta melampyri
- Phyllosticta melampyricola
- Phyllosticta melampyrina
- Phyllosticta melandrii
- Phyllosticta melanogena
- Phyllosticta melanoplaca
- Phyllosticta melastomacearum
- Phyllosticta melastomatis
- Phyllosticta meliae
- Phyllosticta meliloti
- Phyllosticta melissae
- Phyllosticta melissophylli
- Phyllosticta melochiae
- Phyllosticta melongenae
- Phyllosticta menispermi
- Phyllosticta menispermicola
- Phyllosticta menthae
- Phyllosticta mentzeliae
- Phyllosticta mercurialicola
- Phyllosticta mespili
- Phyllosticta mespilicola
- Phyllosticta mespilina
- Phyllosticta metaplexidis
- Phyllosticta metrosideri
- Phyllosticta micans
- Phyllosticta michailovskoensis
- Phyllosticta michauxioidis
- Phyllosticta micheliicola
- Phyllosticta micrococca
- Phyllosticta micrococcoides
- Phyllosticta microconidia
- Phyllosticta microcosi
- Phyllosticta micropuncta
- Phyllosticta microspila
- Phyllosticta microspora
- Phyllosticta microstegia
- Phyllosticta microsticta
- Phyllosticta mildae
- Phyllosticta milenae
- Phyllosticta militaris
- Phyllosticta millepunctata
- Phyllosticta millettiae
- Phyllosticta mimuli
- Phyllosticta mimusopis
- Phyllosticta mimusopis-elengi
- Phyllosticta mimusopsidis
- Phyllosticta minima
- Phyllosticta minor
- Phyllosticta minussinensis
- Phyllosticta minuta
- Phyllosticta minutaspora
- Phyllosticta minutella
- Phyllosticta minutissima
- Phyllosticta mirabilis
- Phyllosticta mirbelii
- Phyllosticta missionum
- Phyllosticta mitellae
- Phyllosticta miurae
- Phyllosticta miyakei
- Phyllosticta molleriana
- Phyllosticta molluginis
- Phyllosticta molungu
- Phyllosticta momisiana
- Phyllosticta momordicae
- Phyllosticta monardae
- Phyllosticta monardellae
- Phyllosticta monardicola
- Phyllosticta monetiae
- Phyllosticta monogyna
- Phyllosticta monspessulani
- Phyllosticta monsterae
- Phyllosticta montana
- Phyllosticta montellica
- Phyllosticta montemartinii
- Phyllosticta montteae
- Phyllosticta moquileae
- Phyllosticta moquilearum
- Phyllosticta moquiniae
- Phyllosticta moravica
- Phyllosticta mori-albae
- Phyllosticta moricola
- Phyllosticta morifolia
- Phyllosticta moringicola
- Phyllosticta morrisianae
- Phyllosticta mortolensis
- Phyllosticta mortoni
- Phyllosticta mortonii
- Phyllosticta moscosoi
- Phyllosticta moutan
- Phyllosticta mucunae
- Phyllosticta muehlenbeckiae
- Phyllosticta muehlenbeckiana
- Phyllosticta mulgedii
- Phyllosticta multicorniculata
- Phyllosticta multiformis
- Phyllosticta multimaculans
- Phyllosticta murnadensis
- Phyllosticta murrayae
- Phyllosticta murrayicola
- Phyllosticta musae
- Phyllosticta musae-sapientium
- Phyllosticta muscari
- Phyllosticta musicola
- Phyllosticta mussaendae
- Phyllosticta myosotidicola
- Phyllosticta myricae
- Phyllosticta myroxyli
- Phyllosticta myrticola
- Phyllosticta nandinae
- Phyllosticta napoleoneae
- Phyllosticta narcissicola
- Phyllosticta nasturtii
- Phyllosticta naumovii
- Phyllosticta nebulosa
- Phyllosticta necatrix
- Phyllosticta neeae
- Phyllosticta neglecta
- Phyllosticta negundicola
- Phyllosticta negundinis
- Phyllosticta nelumbonis
- Phyllosticta nemophilae
- Phyllosticta nemoralis
- Phyllosticta neomexicana
- Phyllosticta nepenthacearum
- Phyllosticta nepetae
- Phyllosticta nepeticola
- Phyllosticta nephelii
- Phyllosticta nerii
- Phyllosticta nerii-atropurpurii
- Phyllosticta neriicola
- Phyllosticta nerii-oleandri
- Phyllosticta nervisequa
- Phyllosticta nesaeae
- Phyllosticta neurospilea
- Phyllosticta neuroterigallicola
- Phyllosticta nicandrae
- Phyllosticta nicandricola
- Phyllosticta nicolai
- Phyllosticta nicotianae
- Phyllosticta nicotianicola
- Phyllosticta nieliana
- Phyllosticta nigra
- Phyllosticta nigrescens
- Phyllosticta nigromaculans
- Phyllosticta nitida
- Phyllosticta nitidula
- Phyllosticta nivea
- Phyllosticta nobilis
- Phyllosticta novissima
- Phyllosticta nubecula
- Phyllosticta nucularia
- Phyllosticta numerospora
- Phyllosticta nupharis
- Phyllosticta nuptialis
- Phyllosticta nuttaliae
- Phyllosticta nyctanthis
- Phyllosticta nymphaeacea
- Phyllosticta nymphaeicola
- Phyllosticta nyssae
- Phyllosticta oahuensis
- Phyllosticta oakesiae
- Phyllosticta obliqua
- Phyllosticta obstrudens
- Phyllosticta occulta
- Phyllosticta ocellata
- Phyllosticta ocimicola
- Phyllosticta oculata
- Phyllosticta odinae
- Phyllosticta odontoglossi
- Phyllosticta oleae
- Phyllosticta oleandri
- Phyllosticta oleina
- Phyllosticta olympica
- Phyllosticta omphaleae
- Phyllosticta oncidii-sphacelati
- Phyllosticta onobrychidis
- Phyllosticta ononidis
- Phyllosticta onosmae
- Phyllosticta opaca
- Phyllosticta opulasteris
- Phyllosticta opuli
- Phyllosticta opuntiae
- Phyllosticta opuntiae-parahybensis
- Phyllosticta opuntiicola
- Phyllosticta orbicula
- Phyllosticta orbicularis
- Phyllosticta oreodaphnes
- Phyllosticta origani
- Phyllosticta ormocarpi
- Phyllosticta orni
- Phyllosticta orobella
- Phyllosticta orobina
- Phyllosticta orontii
- Phyllosticta oroxyli
- Phyllosticta oryzae
- Phyllosticta oryzicola
- Phyllosticta oryzina
- Phyllosticta osmanthi
- Phyllosticta osmanthicola
- Phyllosticta osteospora
- Phyllosticta ostryae
- Phyllosticta otites
- Phyllosticta oudemansii
- Phyllosticta ovalifolii
- Phyllosticta owaniana
- Phyllosticta owariensis
- Phyllosticta owensii
- Phyllosticta oxalidicola
- Phyllosticta oxalidis
- Phyllosticta oxycocci
- Phyllosticta oxydendri
- Phyllosticta oxytropis
- Phyllosticta pachysandrae
- Phyllosticta pachystimae
- Phyllosticta padi
- Phyllosticta paederiae
- Phyllosticta paeoniae
- Phyllosticta palaquii
- Phyllosticta paleicola
- Phyllosticta paliuri
- Phyllosticta pallens
- Phyllosticta pallida
- Phyllosticta pallidior
- Phyllosticta pallidocarpa
- Phyllosticta pallor
- Phyllosticta palmarum
- Phyllosticta palmetto
- Phyllosticta palmicola
- Phyllosticta palustris
- Phyllosticta panacis
- Phyllosticta pandanicola
- Phyllosticta panici
- Phyllosticta panici-maximi
- Phyllosticta panici-miliacei
- Phyllosticta papaveris
- Phyllosticta papayae
- Phyllosticta papayicola
- Phyllosticta papayina
- Phyllosticta papuensis
- Phyllosticta paraensis
- Phyllosticta paranaensis
- Phyllosticta paraopebensis
- Phyllosticta parasitica
- Phyllosticta paratropiae
- Phyllosticta parkinsoniae
- Phyllosticta parvimammata
- Phyllosticta passerinii
- Phyllosticta passiflorae
- Phyllosticta passifloramaculans
- Phyllosticta patagonulae
- Phyllosticta patouillardii
- Phyllosticta patriniae-villosae
- Phyllosticta pauciseptata
- Phyllosticta paulensis
- Phyllosticta paulowniae
- Phyllosticta paupercula
- Phyllosticta paviaecola
- Phyllosticta pedicularis
- Phyllosticta pelargonii
- Phyllosticta pellucida
- Phyllosticta penicillariae
- Phyllosticta pennsylvanica
- Phyllosticta penstemonicola
- Phyllosticta pentadis-carneae
- Phyllosticta pentastemonis
- Phyllosticta pentatis
- Phyllosticta pentopetiae
- Phyllosticta pentstemonis
- Phyllosticta perforans
- Phyllosticta periplocae
- Phyllosticta perniciosa
- Phyllosticta perowskiae
- Phyllosticta perpusilla
- Phyllosticta perseae
- Phyllosticta persearum
- Phyllosticta persicae
- Phyllosticta persicicola
- Phyllosticta persicophila
- Phyllosticta personatae
- Phyllosticta pertundens
- Phyllosticta pertyae-rigidulae
- Phyllosticta pervincae
- Phyllosticta petasitidis
- Phyllosticta petiveriae
- Phyllosticta petrakii
- Phyllosticta petroselini
- Phyllosticta petuniae
- Phyllosticta peucedani
- Phyllosticta pfaffii
- Phyllosticta phacidioides
- Phyllosticta phaea
- Phyllosticta phaeospora
- Phyllosticta phalenopsidis
- Phyllosticta phanerura
- Phyllosticta pharbitis
- Phyllosticta phari
- Phyllosticta phaseoli-lunati
- Phyllosticta phaseolina
- Phyllosticta phellodendri
- Phyllosticta phellodendricola
- Phyllosticta phialodisci
- Phyllosticta phillyreae
- Phyllosticta phillyricola
- Phyllosticta phillyrina
- Phyllosticta philodendri
- Phyllosticta philodendricola
- Phyllosticta philodendrina
- Phyllosticta phlei
- Phyllosticta phleicola
- Phyllosticta phlogis
- Phyllosticta phlomidis
- Phyllosticta phomiformis
- Phyllosticta phoradendri
- Phyllosticta phormigena
- Phyllosticta phormiigena
- Phyllosticta photiniae
- Phyllosticta photinica
- Phyllosticta photiniicola
- Phyllosticta phragmitis
- Phyllosticta phrymae
- Phyllosticta phyllachoroides
- Phyllosticta phyllodendri
- Phyllosticta phyllodiorum
- Phyllosticta phyllostachydis
- Phyllosticta physaleos
- Phyllosticta physciicola
- Phyllosticta physocarpi
- Phyllosticta phyteumatis
- Phyllosticta phytolaccae
- Phyllosticta phytolaccicola
- Phyllosticta phytoptorum
- Phyllosticta picroxylina
- Phyllosticta pilispora
- Phyllosticta pilocarpi
- Phyllosticta pilocarpicola
- Phyllosticta pimpinellae
- Phyllosticta pipericola
- Phyllosticta piperis
- Phyllosticta piperis-betae
- Phyllosticta piperis-betle
- Phyllosticta piperis-nigri
- Phyllosticta piriseda
- Phyllosticta pisi
- Phyllosticta pitcheriana
- Phyllosticta pithecellobii
- Phyllosticta pithecellobii-monensis
- Phyllosticta pittospori
- Phyllosticta pittosporina
- Phyllosticta pivensis
- Phyllosticta plantaginella
- Phyllosticta plantaginicola
- Phyllosticta plantaginis
- Phyllosticta plantanoidis
- Phyllosticta platani
- Phyllosticta platani-acerifoliae
- Phyllosticta platanoides
- Phyllosticta platycerii
- Phyllosticta platycodonis
- Phyllosticta platylobii
- Phyllosticta plectranthi
- Phyllosticta pleopeltidis
- Phyllosticta pleromatis
- Phyllosticta pleurospermi
- Phyllosticta pleurothallidis
- Phyllosticta plumbaginicola
- Phyllosticta plumbaginis
- Phyllosticta plumeriae
- Phyllosticta plumierae
- Phyllosticta plurivora
- Phyllosticta podagrariae
- Phyllosticta podocarpi
- Phyllosticta podophylli
- Phyllosticta podophyllina
- Phyllosticta pogostemonis
- Phyllosticta polemonii
- Phyllosticta pollaccii
- Phyllosticta polyalthiicola
- Phyllosticta polyanthes
- Phyllosticta polyanthis
- Phyllosticta polygalae
- Phyllosticta polygonati
- Phyllosticta polygonati-officinalis
- Phyllosticta polygoni
- Phyllosticta polygoni-avicularis
- Phyllosticta polygoni-bungeani
- Phyllosticta polygonorum
- Phyllosticta polypodii-australis
- Phyllosticta polypodiorum
- Phyllosticta polypsecadiospora
- Phyllosticta polysciadis
- Phyllosticta pongamiae
- Phyllosticta pontederiae
- Phyllosticta populea
- Phyllosticta populina
- Phyllosticta populi-nigrae
- Phyllosticta populnea
- Phyllosticta populorum
- Phyllosticta porteana
- Phyllosticta porteri
- Phyllosticta portoricensis
- Phyllosticta portulacae
- Phyllosticta potamogetonis
- Phyllosticta potentillica
- Phyllosticta poterii
- Phyllosticta pothicola
- Phyllosticta pothina
- Phyllosticta praetervisa
- Phyllosticta prangicola
- Phyllosticta pratima
- Phyllosticta prenanthis
- Phyllosticta primulicola
- Phyllosticta prini
- Phyllosticta profusa
- Phyllosticta prominens
- Phyllosticta propinqua
- Phyllosticta prosopidicola
- Phyllosticta prosopidis
- Phyllosticta prostantherae
- Phyllosticta prostrata
- Phyllosticta protiicola
- Phyllosticta proustiae
- Phyllosticta prousticola
- Phyllosticta pruni-avium
- Phyllosticta prunicola
- Phyllosticta pruni-domesticae
- Phyllosticta prunigena
- Phyllosticta pruni-mahaleb
- Phyllosticta pruni-nanae
- Phyllosticta pruni-salicinae
- Phyllosticta pruni-spinosae
- Phyllosticta pruni-virginianae
- Phyllosticta pseudacaciae
- Phyllosticta pseudacori
- Phyllosticta pseudocapsici
- Phyllosticta pseudoplatani
- Phyllosticta pseudotsugae
- Phyllosticta psidiella
- Phyllosticta psidii
- Phyllosticta psidiicola
- Phyllosticta psoraleae
- Phyllosticta psychotriae
- Phyllosticta pteleae
- Phyllosticta pteleicola
- Phyllosticta pterandrae
- Phyllosticta pteridina
- Phyllosticta pteridis
- Phyllosticta pterocarpi
- Phyllosticta pterocaryae
- Phyllosticta pucciniophila
- Phyllosticta pucciniospila
- Phyllosticta puerariae
- Phyllosticta puerariicola
- Phyllosticta pulmonariae
- Phyllosticta pumila
- Phyllosticta punctata
- Phyllosticta punctiformis
- Phyllosticta punica
- Phyllosticta purpurea
- Phyllosticta pustulosa
- Phyllosticta putranjivae
- Phyllosticta putrefaciens
- Phyllosticta pygmaea
- Phyllosticta pyricola
- Phyllosticta pyrina
- Phyllosticta pyrolae
- Phyllosticta pyrorum
- Phyllosticta qualeae
- Phyllosticta quamoclit
- Phyllosticta quercicola
- Phyllosticta quercus
- Phyllosticta quercus-cocciferae
- Phyllosticta quercus-ilicis
- Phyllosticta quercus-prini
- Phyllosticta quercus-rubrae
- Phyllosticta quernea
- Phyllosticta quinquefoliae
- Phyllosticta radiata
- Phyllosticta rafinesquii
- Phyllosticta ragatensis
- Phyllosticta ragnhildae
- Phyllosticta raimundi
- Phyllosticta ralfsii
- Phyllosticta ramicola
- Phyllosticta ranunculi
- Phyllosticta ranunculicola
- Phyllosticta ranunculorum
- Phyllosticta raoi
- Phyllosticta rapaneae
- Phyllosticta raphani
- Phyllosticta raphiolepicola
- Phyllosticta raui
- Phyllosticta ravenalae
- Phyllosticta regis
- Phyllosticta rehmii
- Phyllosticta religiosa
- Phyllosticta renantherae
- Phyllosticta renouana
- Phyllosticta resedae
- Phyllosticta reyesii
- Phyllosticta reynoutriae
- Phyllosticta rhamni
- Phyllosticta rhamnicola
- Phyllosticta rhamnigena
- Phyllosticta rhaphiolepicola
- Phyllosticta rhaphithamni
- Phyllosticta rhapidis
- Phyllosticta rhapiolepidis
- Phyllosticta rhea
- Phyllosticta rhei
- Phyllosticta rheina
- Phyllosticta rhexiae
- Phyllosticta rhipsalidicola
- Phyllosticta rhododendricola
- Phyllosticta rhododendri-flavi
- Phyllosticta rhodomyrti
- Phyllosticta rhodorae
- Phyllosticta rhodotypi
- Phyllosticta rhoicola
- Phyllosticta rhoina
- Phyllosticta rhois
- Phyllosticta rhoiseda
- Phyllosticta rhynchosiae
- Phyllosticta ribesicida
- Phyllosticta ribis
- Phyllosticta ribis-aurei
- Phyllosticta ribiseda
- Phyllosticta ribis-rubri
- Phyllosticta richardiae
- Phyllosticta richardsoniae
- Phyllosticta ricini
- Phyllosticta rimosa
- Phyllosticta rivinae
- Phyllosticta robergei
- Phyllosticta roberti
- Phyllosticta robertii
- Phyllosticta robiniae
- Phyllosticta robinicola
- Phyllosticta robiniella
- Phyllosticta roboris
- Phyllosticta roglerii
- Phyllosticta romana
- Phyllosticta romuleae
- Phyllosticta rondeletiae
- Phyllosticta rosae
- Phyllosticta rosae-setigerae
- Phyllosticta rosae-sinensis
- Phyllosticta rosicola
- Phyllosticta rostkoviae
- Phyllosticta rotaliae
- Phyllosticta rottlerae
- Phyllosticta roumeguerei
- Phyllosticta rubi
- Phyllosticta rubi-adenotrichopodi
- Phyllosticta rubiae
- Phyllosticta rubicola
- Phyllosticta rubi-odorati
- Phyllosticta ruborum
- Phyllosticta rubra
- Phyllosticta rudbeckiae
- Phyllosticta rugelii
- Phyllosticta rumicicola
- Phyllosticta rumicis
- Phyllosticta ruscicola
- Phyllosticta ruscigena
- Phyllosticta rutaceae
- Phyllosticta sabalicola
- Phyllosticta saccardoi
- Phyllosticta sacchari-major
- Phyllosticta saccharina
- Phyllosticta sagittariae
- Phyllosticta sagittifoliae
- Phyllosticta salicicola
- Phyllosticta salicifolia
- Phyllosticta salicina
- Phyllosticta salicis
- Phyllosticta salisburiae
- Phyllosticta salisburyae
- Phyllosticta salviae
- Phyllosticta sambac
- Phyllosticta sambucicola
- Phyllosticta sambucina
- Phyllosticta sampaioana
- Phyllosticta sancti-iosephi
- Phyllosticta sanderi
- Phyllosticta sanguinariae
- Phyllosticta sanguinea
- Phyllosticta sanguisorbae
- Phyllosticta saniculae
- Phyllosticta sansevieriae
- Phyllosticta santaguina
- Phyllosticta sapindi
- Phyllosticta sapindicola
- Phyllosticta sapindi-emarginati
- Phyllosticta sapindina
- Phyllosticta sapotae
- Phyllosticta sapotarum
- Phyllosticta sapoticola
- Phyllosticta sarcomphali
- Phyllosticta sarcomphila
- Phyllosticta sardoa
- Phyllosticta sarraceniae
- Phyllosticta sassafras
- Phyllosticta saussureae
- Phyllosticta saxifragae
- Phyllosticta saxifragae-cordifoliae
- Phyllosticta saxifragarum
- Phyllosticta saxifragicola
- Phyllosticta scabiosa
- Phyllosticta scabiosae
- Phyllosticta scaevolae
- Phyllosticta scariolicola
- Phyllosticta schaefferiae
- Phyllosticta schini
- Phyllosticta schizandrae
- Phyllosticta sciadophila
- Phyllosticta sciadophylli
- Phyllosticta scirpi
- Phyllosticta scirpicola
- Phyllosticta sclerolobii
- Phyllosticta scleropoae
- Phyllosticta sclerotialis
- Phyllosticta scolymi
- Phyllosticta scorodoniae
- Phyllosticta scorzonerae
- Phyllosticta scrophulariae
- Phyllosticta scrophulariae-bosniacae
- Phyllosticta scrophulariicola
- Phyllosticta scrophularinea
- Phyllosticta scutellariae
- Phyllosticta scutiae
- Phyllosticta sechii
- Phyllosticta securinegae
- Phyllosticta sedgwickii
- Phyllosticta sedi
- Phyllosticta selini
- Phyllosticta sellowiana
- Phyllosticta semeles
- Phyllosticta senecionicola
- Phyllosticta senecionis-cordati
- Phyllosticta senecionis-nemorensis
- Phyllosticta sepium
- Phyllosticta sequoiae
- Phyllosticta sequoiicola
- Phyllosticta serebrianikowii
- Phyllosticta serjaniae
- Phyllosticta serjaniarum
- Phyllosticta serjaniicola
- Phyllosticta serotina
- Phyllosticta serratulae
- Phyllosticta sesami
- Phyllosticta sesbaniae
- Phyllosticta setariae
- Phyllosticta shiraiana
- Phyllosticta siameae
- Phyllosticta siccata
- Phyllosticta sicyna
- Phyllosticta sidaecola
- Phyllosticta siemaszkoi
- Phyllosticta silenes
- Phyllosticta siliquastri
- Phyllosticta silveirae
- Phyllosticta similis
- Phyllosticta sinapis
- Phyllosticta sinuosa
- Phyllosticta siphocampyli
- Phyllosticta siphonis
- Phyllosticta siphonodontis
- Phyllosticta sisalanae
- Phyllosticta sissoo
- Phyllosticta sissooicola
- Phyllosticta sisymbrii
- Phyllosticta skimmiae
- Phyllosticta smilacigena
- Phyllosticta smilacina
- Phyllosticta smilacinae
- Phyllosticta smilacinae-trifoliae
- Phyllosticta smilacis
- Phyllosticta socia
- Phyllosticta sojicola
- Phyllosticta solani
- Phyllosticta solani-pseudocapsici
- Phyllosticta solidaginicola
- Phyllosticta solidaginis
- Phyllosticta solidaginis-serotinae
- Phyllosticta solitaria
- Phyllosticta sonchi
- Phyllosticta sophorae
- Phyllosticta sophoricola
- Phyllosticta sorbariae
- Phyllosticta sorbi
- Phyllosticta sordida
- Phyllosticta sordidissima
- Phyllosticta sordidula
- Phyllosticta sorghi
- Phyllosticta sorghiphila
- Phyllosticta soriformis
- Phyllosticta spaethiana
- Phyllosticta sparsa
- Phyllosticta spartinae
- Phyllosticta spermoidea
- Phyllosticta spermoides
- Phyllosticta speschnewiana
- Phyllosticta sphaeropsispora
- Phyllosticta sphingina
- Phyllosticta spigeliae
- Phyllosticta spinarum
- Phyllosticta spinosae
- Phyllosticta spiraeae-salicifoliae
- Phyllosticta spiraeina
- Phyllosticta splachni
- Phyllosticta sporalonga
- Phyllosticta stachydis
- Phyllosticta stachyopsidis
- Phyllosticta stangeriae
- Phyllosticta stanhopeae
- Phyllosticta staphyleae
- Phyllosticta staphyleicola
- Phyllosticta starbaeckii
- Phyllosticta statices
- Phyllosticta statices-gmelinii
- Phyllosticta stauntoniae
- Phyllosticta steironematis
- Phyllosticta stenocarpi
- Phyllosticta stenospora
- Phyllosticta stenotaphri
- Phyllosticta stenotaphricola
- Phyllosticta stephaniae
- Phyllosticta stephanoti
- Phyllosticta stephanotidis
- Phyllosticta sterculiae
- Phyllosticta sterculiae-frondosae
- Phyllosticta sterculiae-nobilis
- Phyllosticta sterculiicola
- Phyllosticta stettiniana
- Phyllosticta stevenii
- Phyllosticta stevensii
- Phyllosticta stewartiae
- Phyllosticta stigmatophylli
- Phyllosticta stillingiae
- Phyllosticta stokesiae
- Phyllosticta straminella
- Phyllosticta stratiotis
- Phyllosticta strelitziaecola
- Phyllosticta striolata
- Phyllosticta strychni
- Phyllosticta stuckertii
- Phyllosticta stygia
- Phyllosticta styracina
- Phyllosticta subeffusa
- Phyllosticta subtilis
- Phyllosticta succedanea
- Phyllosticta succinosa
- Phyllosticta succisae
- Phyllosticta succisicola
- Phyllosticta suecica
- Phyllosticta suedae
- Phyllosticta sulata
- Phyllosticta sultanii
- Phyllosticta sumbaviae
- Phyllosticta superficialis
- Phyllosticta superflua
- Phyllosticta supervacanea
- Phyllosticta swartziae
- Phyllosticta swieteniae
- Phyllosticta sycina
- Phyllosticta sycophila
- Phyllosticta sydowiana
- Phyllosticta sydowii
- Phyllosticta symphoriella
- Phyllosticta symphyti
- Phyllosticta symploci
- Phyllosticta syriaca
- Phyllosticta syringae
- Phyllosticta syringella
- Phyllosticta syringicola
- Phyllosticta syringophila
- Phyllosticta syzygii
- Phyllosticta tabebuiae
- Phyllosticta tabernaemontanae
- Phyllosticta tagana
- Phyllosticta tagetis
- Phyllosticta tahirica
- Phyllosticta take
- Phyllosticta talae
- Phyllosticta talisiae
- Phyllosticta talisiae-major
- Phyllosticta tamarindicola
- Phyllosticta tamarindina
- Phyllosticta tambowiensis
- Phyllosticta tami
- Phyllosticta tamicola
- Phyllosticta tanaceti
- Phyllosticta taraxaci
- Phyllosticta tassiana
- Phyllosticta tassii
- Phyllosticta tatarici
- Phyllosticta taurica
- Phyllosticta tau-saghyzi
- Phyllosticta tau-saghyzianum
- Phyllosticta taxi
- Phyllosticta tayuvae
- Phyllosticta tecomae
- Phyllosticta tectonae
- Phyllosticta telekiae
- Phyllosticta tellimae
- Phyllosticta telopeae
- Phyllosticta tenebrosa
- Phyllosticta tenerrima
- Phyllosticta tenuipes
- Phyllosticta tephrosiae
- Phyllosticta terebinthi
- Phyllosticta terminaliae
- Phyllosticta terminalis
- Phyllosticta teshimganica
- Phyllosticta tetonensis
- Phyllosticta tetraplodontis
- Phyllosticta tetrastigmatis
- Phyllosticta teucrii
- Phyllosticta texensis
- Phyllosticta thalictri
- Phyllosticta thallina
- Phyllosticta theacearum
- Phyllosticta theae
- Phyllosticta theicola
- Phyllosticta theobromae
- Phyllosticta theobromicola
- Phyllosticta thermopsidis
- Phyllosticta thibaudiae
- Phyllosticta thladianthae
- Phyllosticta thuemenii
- Phyllosticta thujae
- Phyllosticta thujana
- Phyllosticta thujopsidis
- Phyllosticta thunbergii
- Phyllosticta thuringiaca
- Phyllosticta thymi
- Phyllosticta tiliae
- Phyllosticta tiliicola
- Phyllosticta tillandsiae
- Phyllosticta tinctoriae
- Phyllosticta tinea
- Phyllosticta tineola
- Phyllosticta tini
- Phyllosticta tinosporae
- Phyllosticta tinosporicola
- Phyllosticta tipuanae
- Phyllosticta tirolensis
- Phyllosticta tobira
- Phyllosticta tokutaroi
- Phyllosticta tonduzii
- Phyllosticta torilidis
- Phyllosticta tormentillae
- Phyllosticta tortilicaudata
- Phyllosticta toxica
- Phyllosticta toxicodendri
- Phyllosticta trachelospermi
- Phyllosticta tragii
- Phyllosticta trailii
- Phyllosticta transiens
- Phyllosticta translucens
- Phyllosticta trapezuntica
- Phyllosticta trappenii
- Phyllosticta trautmanniana
- Phyllosticta treleasei
- Phyllosticta trematis
- Phyllosticta tremniacensis
- Phyllosticta triacanthi
- Phyllosticta tricalysiae
- Phyllosticta trichostomi
- Phyllosticta tricuspidatae
- Phyllosticta tricyclae
- Phyllosticta trifolii
- Phyllosticta trifolii-minoris
- Phyllosticta trifolii-montani
- Phyllosticta trifoliiseda
- Phyllosticta trifoliorum
- Phyllosticta trigoniae
- Phyllosticta trillii
- Phyllosticta trilliicola
- Phyllosticta trilobachnes
- Phyllosticta tristaniae
- Phyllosticta trochodendri
- Phyllosticta trochodendricola
- Phyllosticta trollii
- Phyllosticta trolliicola
- Phyllosticta tropaeoli
- Phyllosticta tuberosa
- Phyllosticta tuisiensis
- Phyllosticta tulipiferae
- Phyllosticta tumanensis
- Phyllosticta tumoricola
- Phyllosticta turangae
- Phyllosticta turconii
- Phyllosticta turmalis
- Phyllosticta turritis
- Phyllosticta tussilaginis
- Phyllosticta tuzsonii
- Phyllosticta tweediana
- Phyllosticta typhae
- Phyllosticta typhina
- Phyllosticta ulcinjensis
- Phyllosticta uleana
- Phyllosticta ulmaria
- Phyllosticta ulmariae
- Phyllosticta ulmi
- Phyllosticta ulmi-rubrae
- Phyllosticta umbellatarum
- Phyllosticta umbilici
- Phyllosticta umbrinofumosa
- Phyllosticta ungerniae
- Phyllosticta ungnadiae
- Phyllosticta urenae
- Phyllosticta urticae
- Phyllosticta urticae-piluliferae
- Phyllosticta urticina
- Phyllosticta usteri
- Phyllosticta usteriana
- Phyllosticta uvariae
- Phyllosticta uvulariae
- Phyllosticta uzbekistanica
- Phyllosticta vaccariae
- Phyllosticta vaccinii
- Phyllosticta vaccinii-arctostaphyli
- Phyllosticta vaccinii-hirti
- Phyllosticta vaga
- Phyllosticta vagans
- Phyllosticta valerandi
- Phyllosticta valerianae
- Phyllosticta valerianae-tripteris
- Phyllosticta valerianellae
- Phyllosticta vallisneriae
- Phyllosticta valparadisiaca
- Phyllosticta vandae
- Phyllosticta vandermeii
- Phyllosticta vangueriae
- Phyllosticta vanillae
- Phyllosticta variabilis
- Phyllosticta variegata
- Phyllosticta variicolor
- Phyllosticta vasicae
- Phyllosticta velata
- Phyllosticta venziana
- Phyllosticta veraltiana
- Phyllosticta veratri
- Phyllosticta verbasci
- Phyllosticta verbenae
- Phyllosticta verbenicola
- Phyllosticta verbesinae
- Phyllosticta vernonicida
- Phyllosticta vernonicola
- Phyllosticta veronicae
- Phyllosticta vesicatoria
- Phyllosticta vexans
- Phyllosticta viburni
- Phyllosticta viburnicola
- Phyllosticta viburni-opuli
- Phyllosticta vignae
- Phyllosticta villaresiae
- Phyllosticta villosa
- Phyllosticta vincae
- Phyllosticta vincae-majoris
- Phyllosticta vincae-minoris
- Phyllosticta vincetoxici
- Phyllosticta vincicola
- Phyllosticta vindobonensis
- Phyllosticta viniferae
- Phyllosticta violae
- Phyllosticta violae-caninae
- Phyllosticta violaecola
- Phyllosticta virentis
- Phyllosticta virginiana
- Phyllosticta virginica
- Phyllosticta viridis
- Phyllosticta viriditingens
- Phyllosticta vismiae
- Phyllosticta vitea
- Phyllosticta viticola
- Phyllosticta vitis
- Phyllosticta vittata
- Phyllosticta vitum
- Phyllosticta voandeziae
- Phyllosticta voandzeiae
- Phyllosticta vogelii
- Phyllosticta vogelis
- Phyllosticta volkartii
- Phyllosticta volubilis
- Phyllosticta vossii
- Phyllosticta vulgaris
- Phyllosticta vulpinae
- Phyllosticta walleniae
- Phyllosticta waracola
- Phyllosticta weigelae
- Phyllosticta weigeliana
- Phyllosticta werestahagini
- Phyllosticta werestshagini
- Phyllosticta westendorpii
- Phyllosticta wigandiae
- Phyllosticta wikstroemiae
- Phyllosticta winteri
- Phyllosticta wisconsinensis
- Phyllosticta wislizeni
- Phyllosticta wistariae
- Phyllosticta wistariicola
- Phyllosticta woronowii
- Phyllosticta wrightiae
- Phyllosticta wulfeniae
- Phyllosticta wyomingensis
- Phyllosticta xanthorrhizae
- Phyllosticta xanthosomatis
- Phyllosticta xeromphiicola
- Phyllosticta xerotis
- Phyllosticta xylopiae
- Phyllosticta xylopiae-sericeae
- Phyllosticta yaguarum
- Phyllosticta yamaguchii
- Phyllosticta yanagawana
- Phyllosticta yerbae
- Phyllosticta yersini
- Phyllosticta yuccae
- Phyllosticta yuccigena
- Phyllosticta yugokwa
- Phyllosticta yulan
- Phyllosticta yunaensis
- Phyllosticta zahlbruckneri
- Phyllosticta zambiensis
- Phyllosticta zanthoxyli
- Phyllosticta zeae
- Phyllosticta zeae-maydis
- Phyllosticta zeina
- Phyllosticta zimmermannii
- Phyllosticta zingiberis
- Phyllosticta zinniae
- Phyllosticta zinniae-lenearis
- Phyllosticta ziziphi
- Phyllosticta ziziphorae
- Phyllosticta zonata